# Palau d'Estói
El Palau d'Estoi, també anomenat Casa d'Estói, Quinta d'Estói i Quinta do Carvalhal, i originàriament Jardí d'Estoy, és un monument i un hotel, situat a la rodalia d'Estói, al municipi de Faro, a la regió de l'Algarve, a Portugal. És un dels principals monuments de l'Algarve; destaca per la seua riquesa arquitectònica i decorativa, que combina elements barrocs, rococó, neoclàssics i romàntics. S'origina en una quinta del segle xviii, fundada per Francisco de Pereira Coutinho, i construeix el palau a mitjan segle xix el seu fill, Fernando de Carvalhal i Vasconcelos. Aquest mor abans d'acabar-ne les obres, que reprén son germà Luís Filipe do Carvalhal, tot i que també mor abans que el palau es concloga. Així, la propietat passa al germà més jove, José Maria Pereira do Carvalhal, i després a ses germanes.(2) La finca resta abandonada fins a la dècada del 1890, quan la compra José Francisco da Silva, que en reinicia les obres, i el palau s'inaugura el maig del 1909. Va ser classificat com a Immoble d'Interés Públic el 1977.
La casa presenta una façana senzilla, però revela a l'interior l'opulència de l'època, sobretot en la decoració d'algunes sales. La més notable és la gran sala de ball, que ocupa el cos central del palau, amb pintures signades per artistes portuguesos i italians de l'època. També són interessants els jardins, que s'estenen en tres plans, amb escales comunicades i altres elements arquitectònics que recorden els jardins setcentistes, amb tarongers i palmeres, harmonitzats amb l'estil rococó. La terrassa inferior conté un pavelló i rajoles blaves i blanques signades per Pereira Júnior entre 1899 i 1904, la Casa de la Cascada, a l'interior de la qual es troba una còpia de les Tres Gràcies, de Canova. La terrassa superior, l'Altiplà de la Casa de Presépio, conté un gran pavelló amb vitralls, fonts decorades amb nimfes i fornícules amb taulells. N'hi ha també busts de ceràmica coronant els murs, representant personatges, com ara Carles I, Vasco da Gama, Goethe, Schiller, Bocage, Feliciano de Castilho, Almeida Garrett, Bismarck i Moltke, Milton, Herculano, Camões, etc.(8)

## Descripció

### Situació i accessos
El Palau d'Estói està situat al nord del llogaret amb el mateix nom, dins l'entramat urbà. Té accés pels carrers de l'Horta Nova i de Sâo José, i aquest n'és l'entrada principal.(1) El jaciment arqueològic de les Ruïnes romanes de Milreu se situa a prop del palau.(3) El llogaret d'Estoi és dins una àrea rural.

### Conservació i importància
El conjunt del palau i els jardins destaca per la barreja d'estils, i es considera un important exemple de l'arquitectura romàntica del país, i probablement únic a l'Algarve, per les seues grans dimensions. Per la riquesa patrimonial, Estoi és un dels llogarets més importants de l'Algarve. El palau i els jardins van ser classificats com a Immoble d'Interés Públic, dins de la zona de protecció del Nucli Urbà Antic d'Estói.

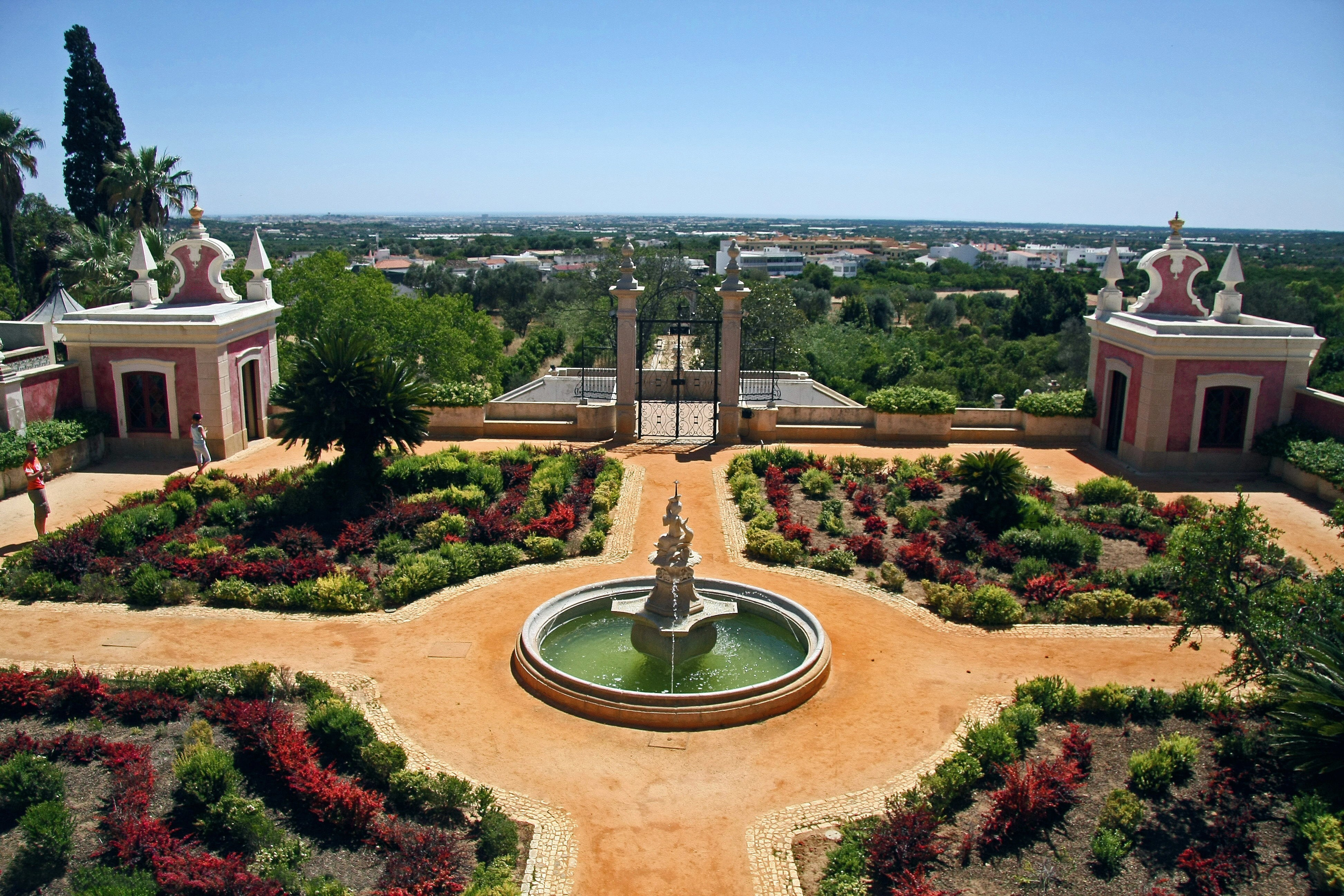
Vista dels jardins del palau

### Composició

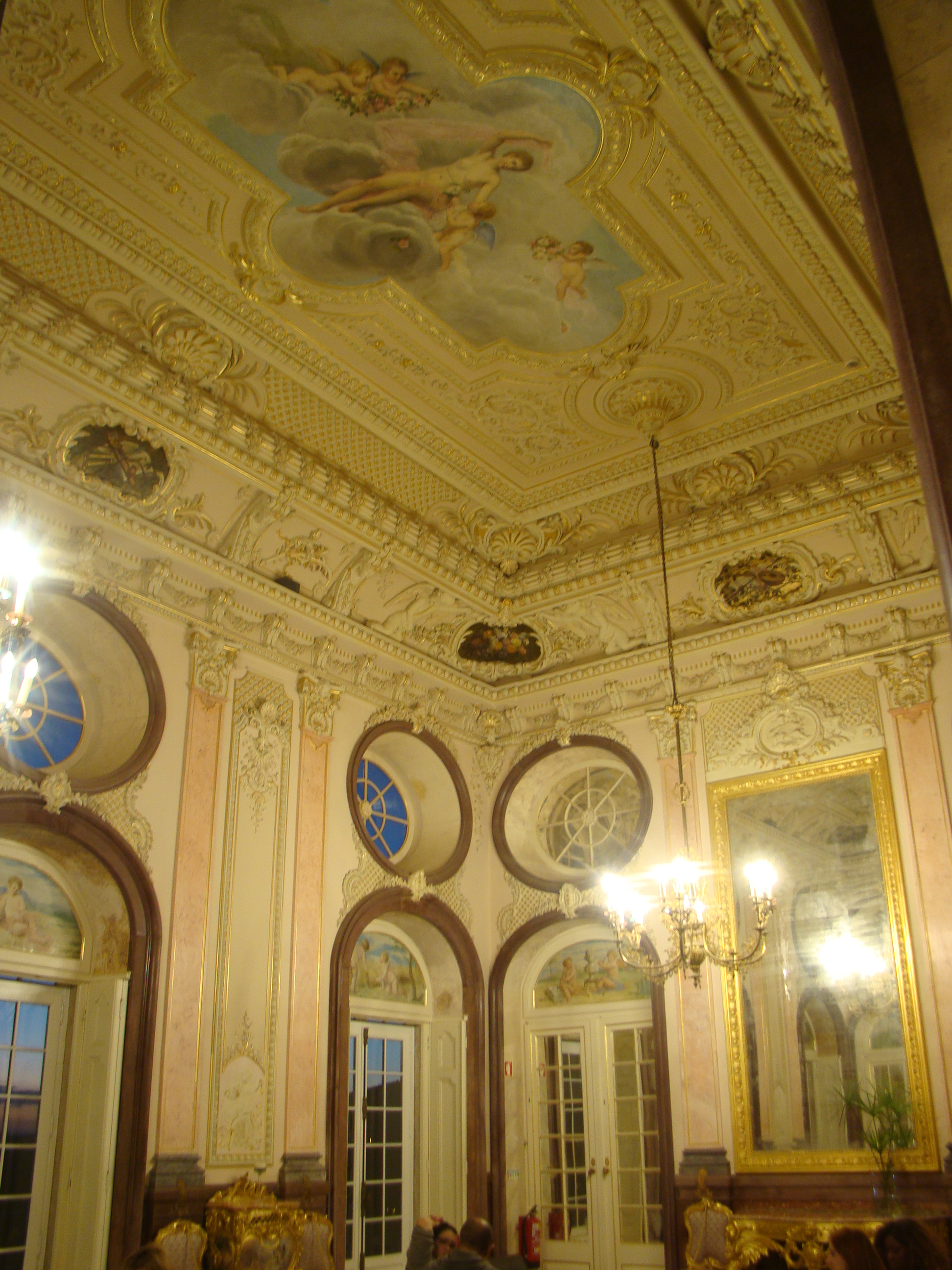
Sala a l'interior del palau, el 2018

El Palau d'Estoi és un exemple d'antiga casa senyorial, utilitzada sobretot a l'estiu, formada per l'edifici palatí, i diversos espais oberts, incloent-hi els jardins.(9) El concepte de quinta d'esbargiment sorgeix al segle xviii a l'Algarve, com una propietat que combina economia i lleure. En el cas del Palau d'Estoi, les àrees productives, com els horts de cítrics, s'organitzen en combinació amb els espais enjardinats, que inclouen estructures i equipaments lúdics.(9) Hi ha altres finques al municipi de Faro que es poden classificar dins d'aquest tipus, com l'Horta dos Macacos i l'antiga <i>Quinta</i> de la Família Bívar Cumano.(14) 

#### Palau
L'edifici del palau té un sol pis, horitzontal, amb el cos central més elevat i ixent en relació amb la resta de la façana. Els volums del palau estan organitzats en forma de U, tenint al centre un espai verd quadrangular, el Jardí del Carrascal, originàriament l'entrada principal del palau. La façana és relativament sòbria, simètrica, amb elements decoratius d'argamassa, imitant la calcària. La façana interior, cara als jardins, es divideix en tres parts per pilastres jòniques.(9) L'edifici, que correspon a la part superior del conjunt del palau, es construí en una plataforma artificial, per dominar els jardins i la zona productiva, d'acord amb els cànons il·lustrats del segle xviii. Aquesta disposició també estava motivada per la naturalesa dels terrenys de l'indret, en declivi.(10)
L'edifici mostra una barreja d'estils, sobretot el barroc italià, amb elements neoclàssics, neorococó i de l'Art Nou.(5) Vilhena de Mesquita descriu el palau al 1988 amb vint-i-vuit sales, i d'especial interés, per les dimensions i riquesa del mobiliari i decoració, el Saló Noble, el menjador i la Sala de Visites, aquesta última també coneguda com a Sala Blava. La decoració interior empra el model francés del segle xviii.(1) La Sala Noble conté pintures en tela al sostre i finestres, d'Adolfo Greno, i teles de petites dimensions de José Maria Pereira Júnior, i la pintura daurada d'estuc és de Manuel da Costa.(18) Els mobles tenen lacats de Domingos Costa. Adolfo Greno i Domingos Costa també decoraren l'interior de l'església d'Estoi.(15) El menjador conté pintures al sostre de José Maria Pereira Júnior, i el mobiliari de noguera és d'estil italià.(18) La Sala de Visites, decorada a l'estil Lluís XV, destaca pel sostre, executat per Domingos Costa.(18) A l'interior de l'edifici hi ha dues saletes amb sostres pintats per Maria Barreta, de Nàpols.(18) 

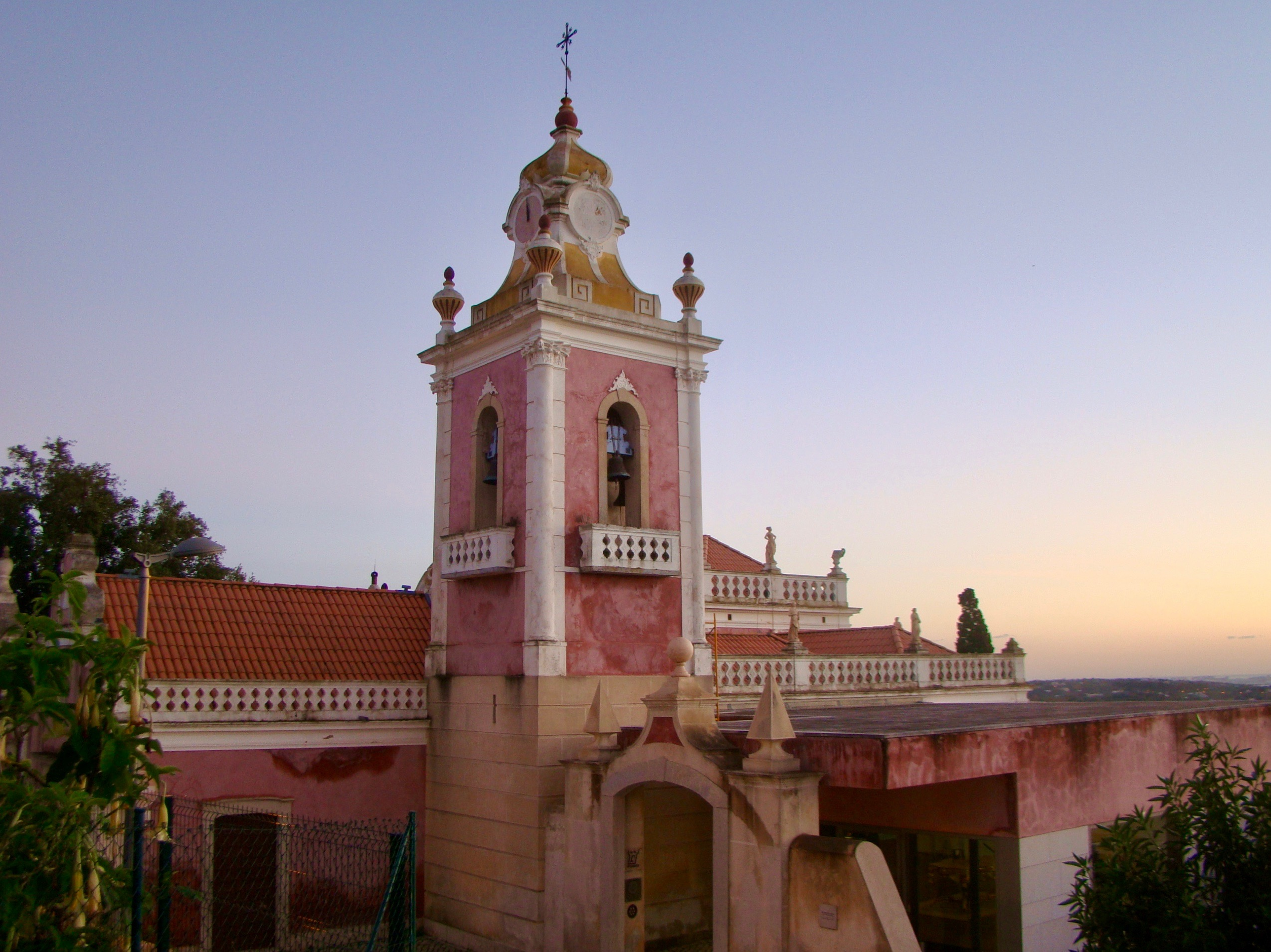
Campanar de la capella, el 2018

#### Capella i posada
En el costat oest del palau hi ha la capella.(9) Té planta longitudinal, amb una sola nau, i un imposant campanar.(3) La façana principal té un sol pany, amb un frontó de perfil triangular.(9) L'interior de la capella és d'estil Lluís XV, amb les parets folrades de taulellets, i el sostre amb escenes de l'Ascensió de Crist, de l'artista Francisco Luís Alves.(7) La capella era dedicada a la Sagrada Família, i tenia a l'altar major un quadre amb aquest tema, pintat al 1755 per S. S. Ferreira, però al 1988 havia estat robat.(18) També són interessants els dos altars laterals, i dues pintures siscentistes, una d'atribuïda a Bento Coelho da Silveira.(15) 
La posada té seixanta-tres habitacions, situades en un annex al costat oest del palau, mentre que l'edifici original s'ha reutilitzat com a àrea lúdica i de serveis, recepció i restaurant.(17) Inclou una àrea d'exposicions, amb un museu sobre l'evolució històrica de la regió.

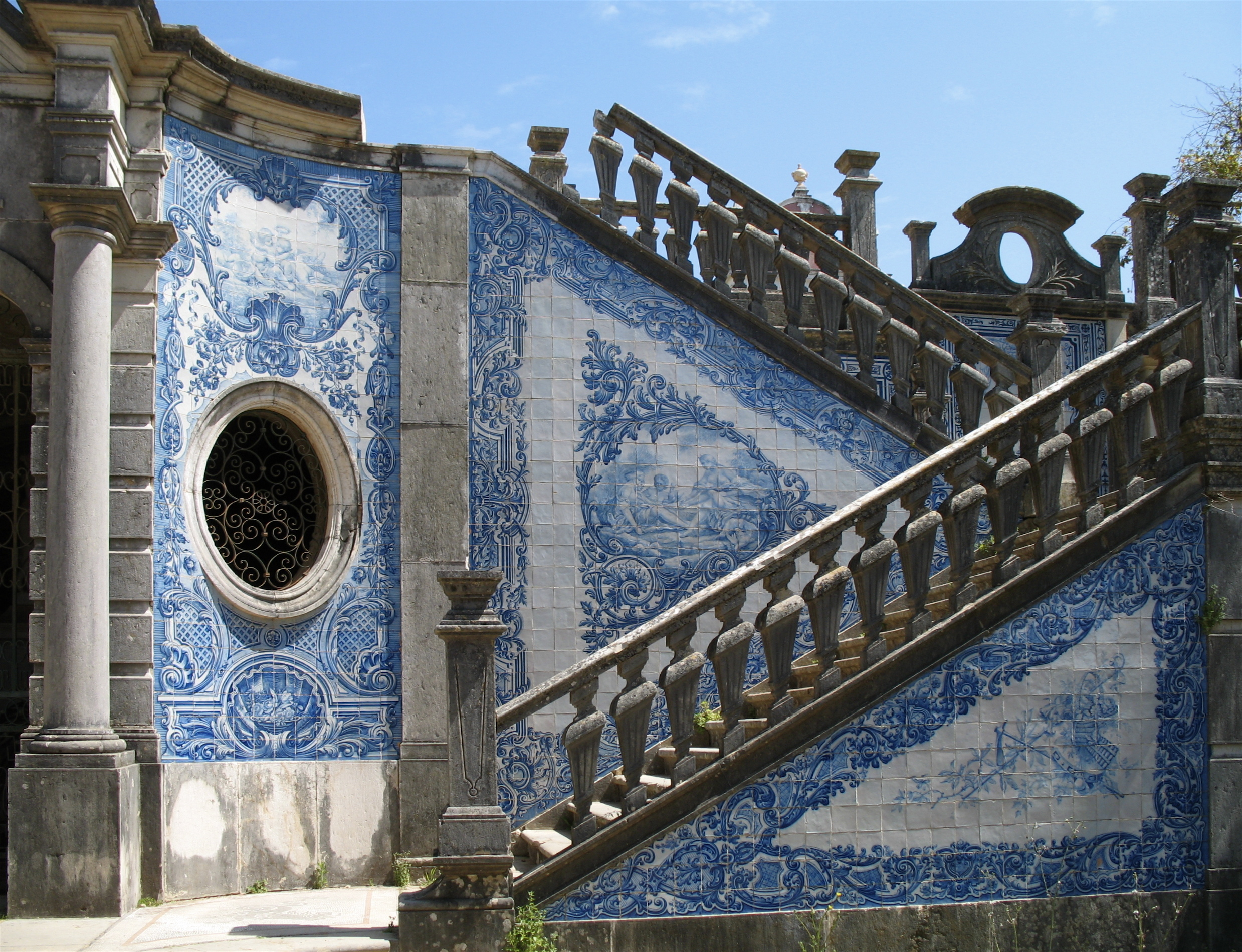
Detall d'una escala, amb parets folrades de taulellets

#### Jardins
Mentre el palau va ser construït en una zona accidentada, la part de la quinta, corresponent als jardins i horts, s'instal·la en espais més plans.(10) Aquesta àrea té tres nivells, units per escales dobles, amb graons oposats.(3) Estan decorats amb busts, estàtues, panells de taulellets i altres elements.(3) L'estil dominant dels jardins és el barroc, i les estàtues i la decoració mural del segle xix.(1)

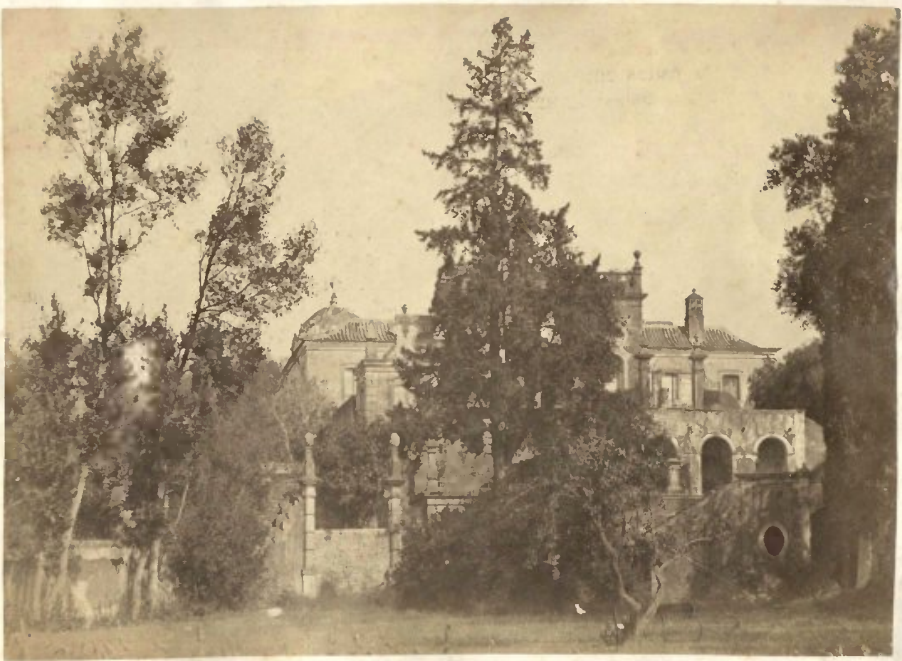
Fotografia del Palau d'Estói, publicada en Algarve Illustrado, el 1880

## Història

### Antecedents i primeres obres
En el segle xviii, el lloc on és el palau era ocupat per una àrea enjardinada i un petit edifici residencial, que pertanyien al bisbe de Faro.(4) D'acord amb Vilhena Mesquita, el Morgado d'Estói el fundà entre 1750 i 1777, el mariscal de camp Francisco José Moreira Pereira de Carvalhal Vasconcellos Brito Osório Batávias de Pereira Coutinho (sic).(2) Membre de l'alta noblesa, Francisco de Carvalhal Vasconcellos tenia connexions amb la família reial, i visitava el Palau de Queluz, que podria haver-li inspirat el seu palau d'Estoi.(10)
L'investigador Francisco Lameira va argumentar, en el seu article "Contribucions per a l'estudi de l'arquitectura setcentista algarvia: La Quinta d'Estoi", publicat el 2005 en la revista Monumentos, que a principis del segle xix les denominacions de Palau d'Estoi i Jardí d'Estoi no corresponien a la mateixa propietat.(9) Així, a més del jardí, hi havia un altre immoble, la Quinta d'Estoi, començada a construir entre 1782 i 1783, sota la responsabilitat de Mateus Vicente de Oliveira, que també fou responsable pel Palau de Queluz, el qual en té algunes semblances amb el d'Estói. Vilhena de Mesquita inclou la construcció de la quinta en el context de grans canvis socials i econòmics a l'Algarve després del sisme de 1755.(2) Durant el domini napoleònic de Portugal, la quinta rep el general francés Maurim, sota els auspicis de Francisco de Carvalhal i Vasconcelos.(1)
El fill primogènit, Fernando José Moreira Osório de Brito Pereira de Carvalhal i Vasconcelos (sic), va treballar en la cort portuguesa, on conegué el rei Ferran II.(3) Influenciat pel famós Palau de Pena, a Sintra, creà un palau envoltat de jardins.(4) El 27 de febrer de 1817 va adquirir els terrenys corresponents al Jardí d'Estoi, a través d'una permuta amb el capità João José Freire, fonent d'aquesta forma les dues propietats del Jardí i de la Quinta d'Estoi en una de sola.(9) El 1823 Fernando de Carvalhal i Vasconcellos passa a ser responsable de les propietats de son pare.(10)
Les obres comencen en la dècada de 1840, i s'interrompen per la mort de Fernando de Carvalhal i Vasconcellos, el 1847, deixant la propietat abandonada.(3) Els terrenys passen després al seu germà, Luís Filipe do Carvalhal, que va reprendre'n els treballs, iniciant així la segona fase de la construcció, que probablement va coincidir amb la instal·lació de la major part dels edificis.(4) No obstant això, aquest també mor abans de concloure el palau, i hereta la propietat el germà més jove, José Maria Pereira do Carvalhal.(4) En no tenir descendents, aquest determina, al 1866, que el palau aniria a parar en usdefruit a ses germanes, i després de la seua mort s'hauria de vendre, i els diners distribuïts als pobres i a alguns amics seus.(2) Segons Vilhena Mesquita, aquest testament és un exemple del procés d'extinció de l'antiga noblesa algarvia, bé per la inexistència de descendents o per motius financers, causats per les alteracions econòmiques iniciades al segle xviii, que van dur a la venda de les grans propietats agrícoles de l'interior.(2) 
Posteriorment els terrenys foren venuts en subhasta pública, i foren adquirits per José Martins Caiado, João Pires i D. Maria do Carmo Mascarenhas, que no van ser capaços d'impedir la progressiva degradació de la propietat.(5) Els jardins del palau van començar a ser freqüentats pels habitants d'Estoi des de finals del segle xix, i serviren de parc públic durant molts anys.(9) El 2008 encara estaven oberts al públic.(9)

### Finalització del palau
El 1893, el conjunt és venut per José Martins Caiado, João Pires i Maria del Carmo Mascarenhas a José Francisco da Silva, natural d'Estoi i establert a Beja com a farmacèutic.(1) A gener d'aquest any, comença les obres de recuperació del palau i dels jardins, amb l'arquitecte i decorador Domingos António da Silva Meira, conegut per la decoració d'algunes sales del Palau de Pena, a Sintra.(3) A més de la introducció de nous elements, també es recuperaren parts del palau que havien estat destruïdes. En aquestes obres participen artistes portuguesos i estrangers, escultors de la Galeria Androny, de Pisa, el pintor de mosaics genovés Marches Andrea, el pintor de taulellets Francisco Luís Alves, l'artista José Pedro da Cruz Leiria, i els pintors Bento Coelho da Silveira, Adolfo Greno, Maria Baretta, José Maria Pereira Junior, Domingos Costa i S. Ferreira.(4) 

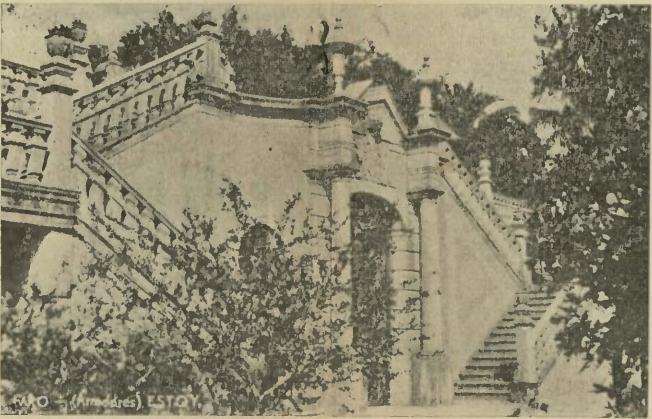
Fotografia d'una escala dels jardins, publicada en la revista Costa de Oiro, el 1939

### Declivi i abandó del palau
José Francisco da Silva mor el 1926, sense fills, i determina que es venga el palau, i el producte es distribuïsca entre els habitants més pobres d'Estói.(5) La propietat va ser adquirida per la seua cosina i fillola, Ana Zeferino, que tingué una filla, Maria do Carmo Melo Assis Machado.4) Aquesta es casa amb António Duarte Assis Machado, i la filla de la qual, Maria da Luz Melo Assis Machado, hereta el palau.(5) Els successius amos donen més atenció a la zona productiva, i els jardins comencen a degradar-se.(4) L'abandó comença després de la mort de José Francisco da Silva, i el diari El Algarve de l'1 d'abril de 1928 informa que la torre del rellotge estava en risc de caure. La propietat resta abandonada quan Maria da Luz Machado canvia de residència.(5) La propietat es posa a la venda després de la Revolució dels Clavells (1974).(12)

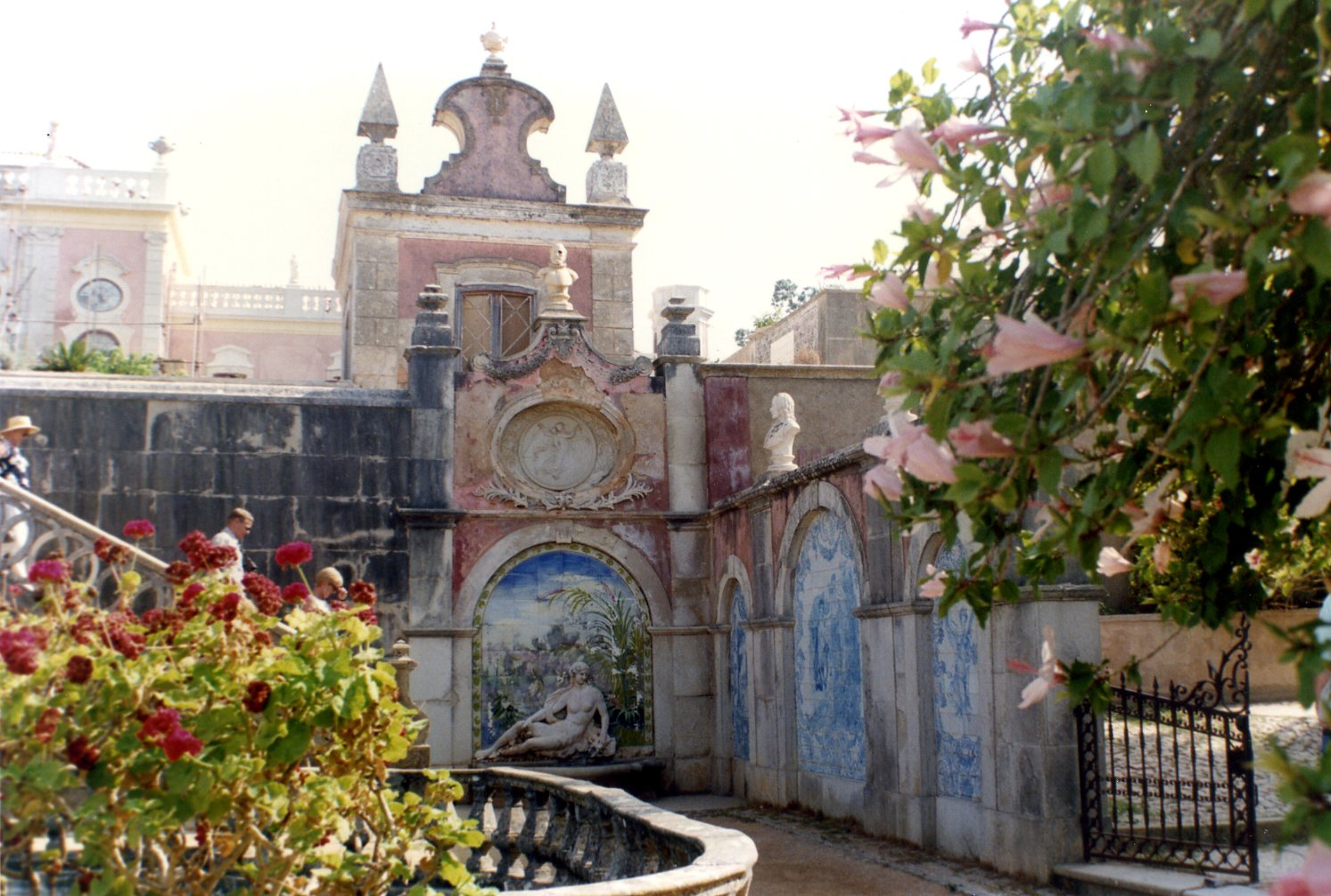
Vista parcial dels jardins, el 1993

### Classificació
El palau és classificat com a Immoble d'Interés Públic pel Decret 129/77, de 29 de Setembre.(6)

## Galeria

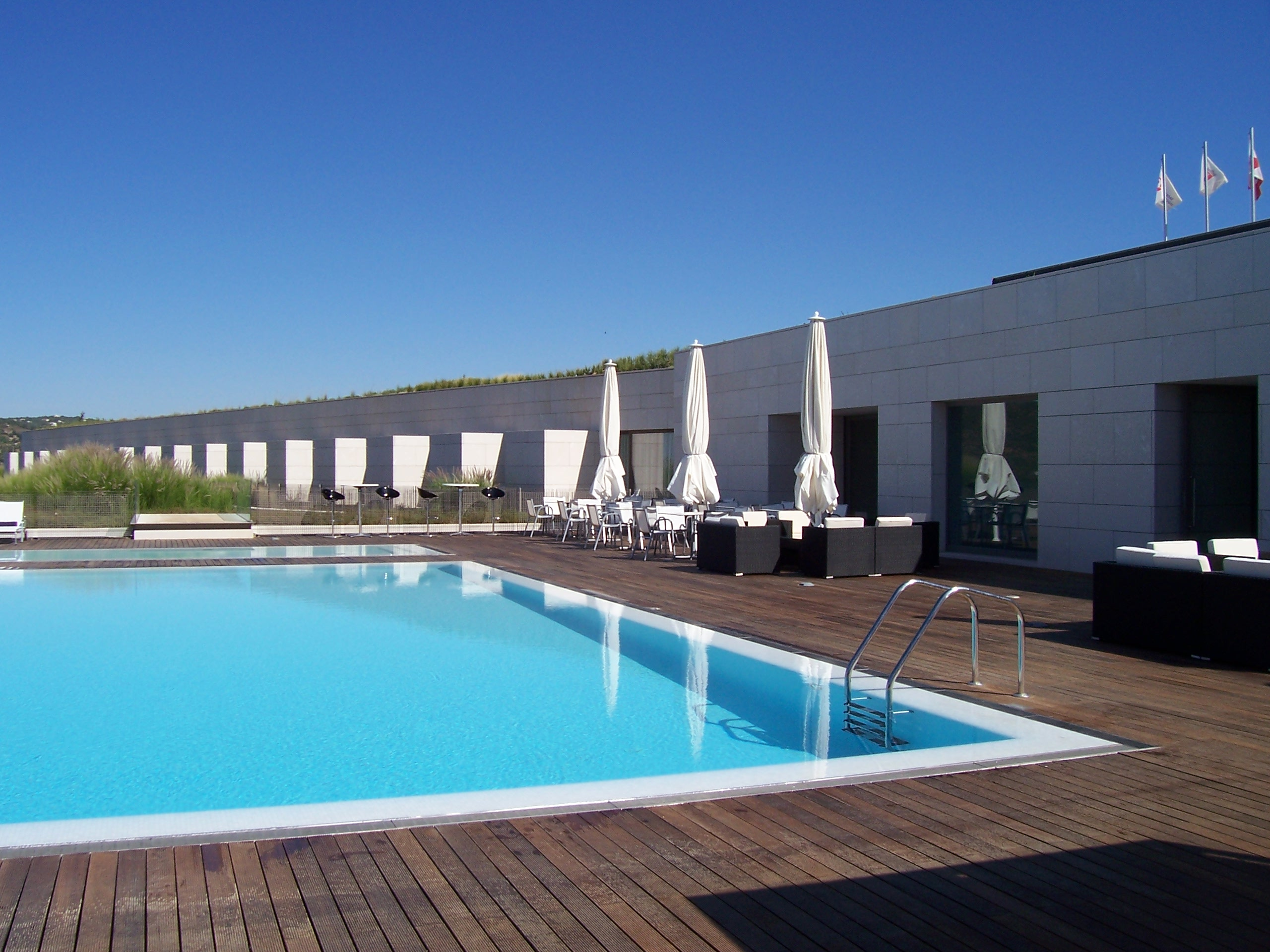
Piscina de la posada annexa al Palau d'Estói

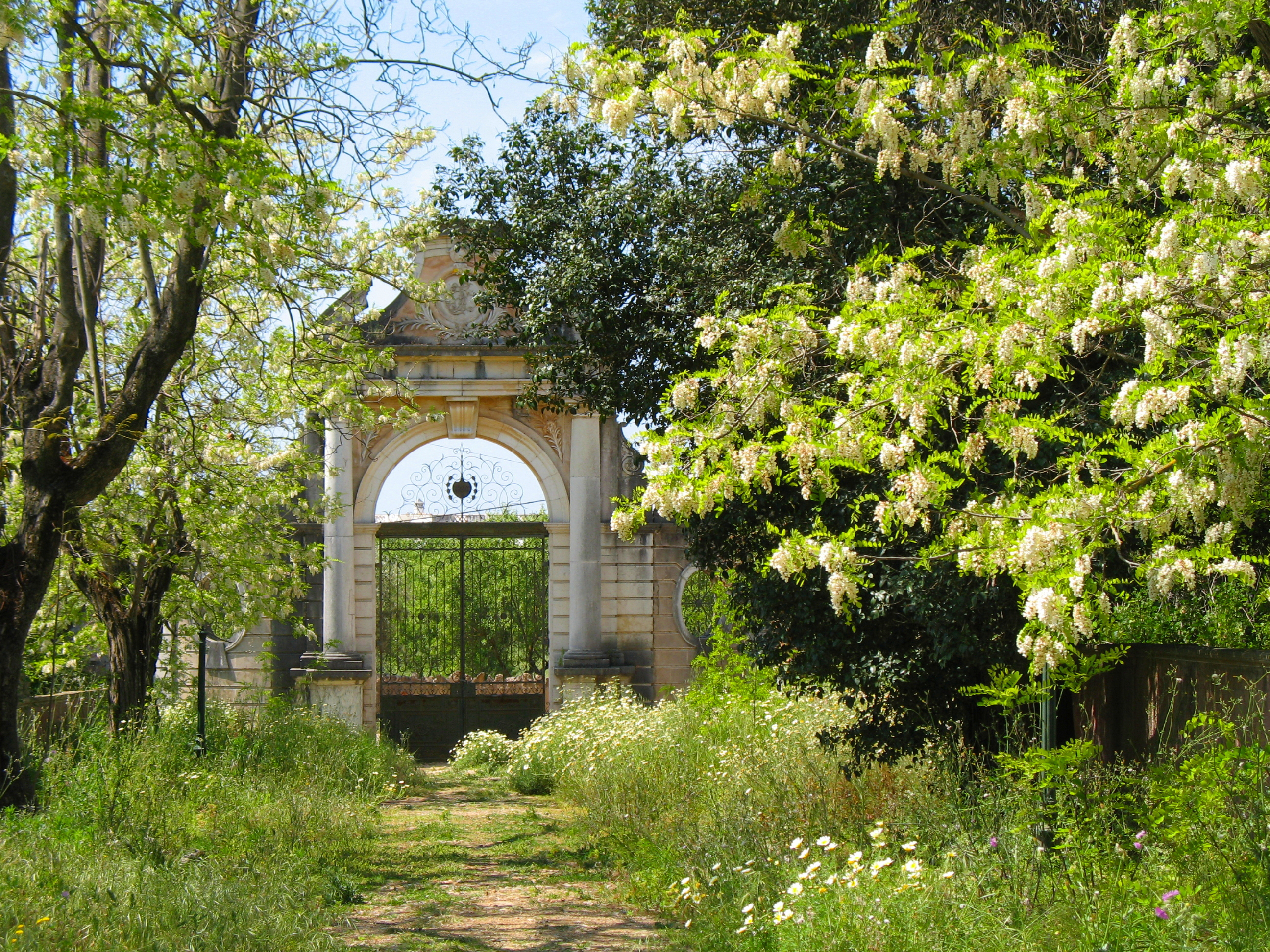
Antiga entrada del palau
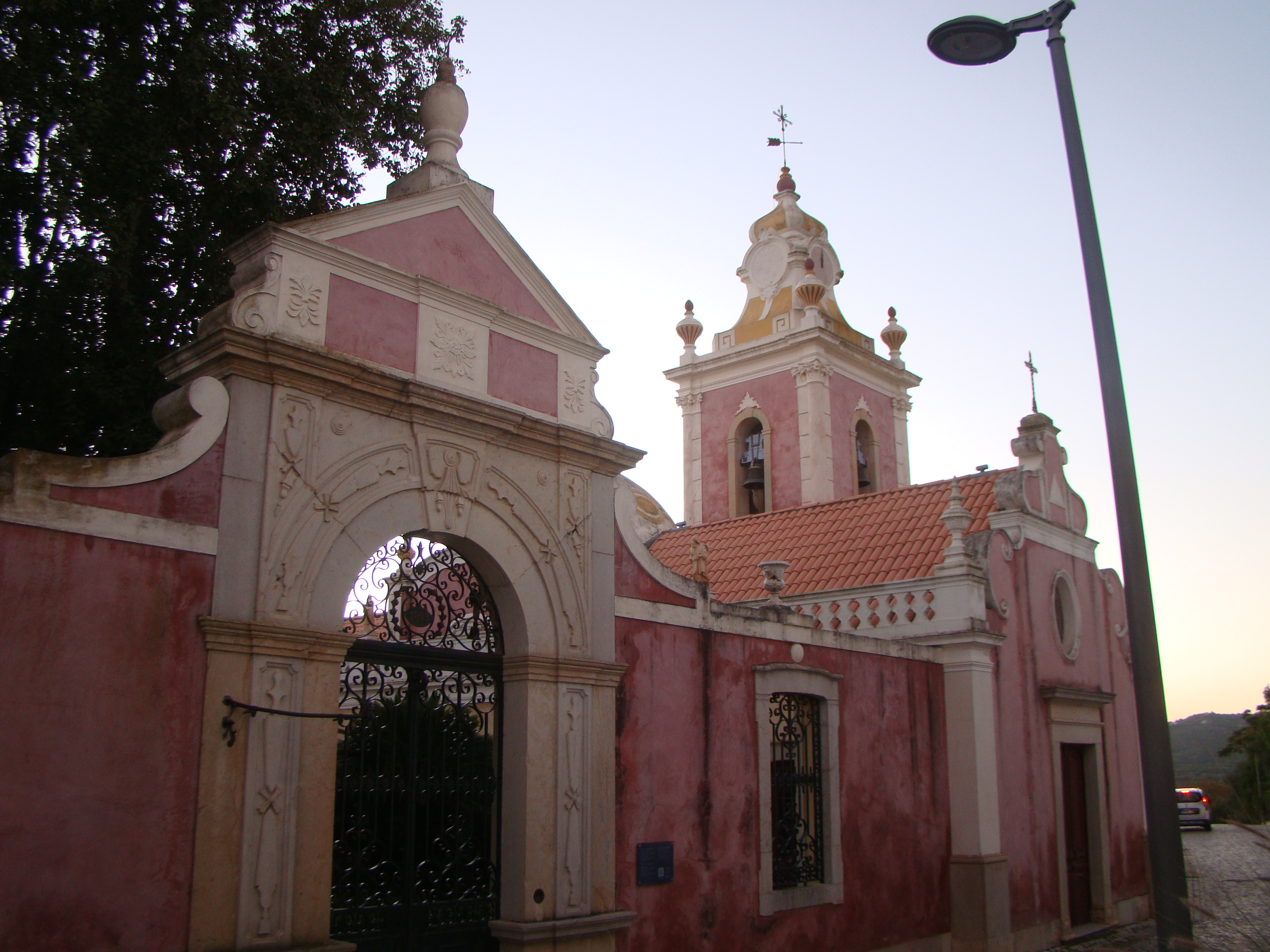
Façana exterior del palau
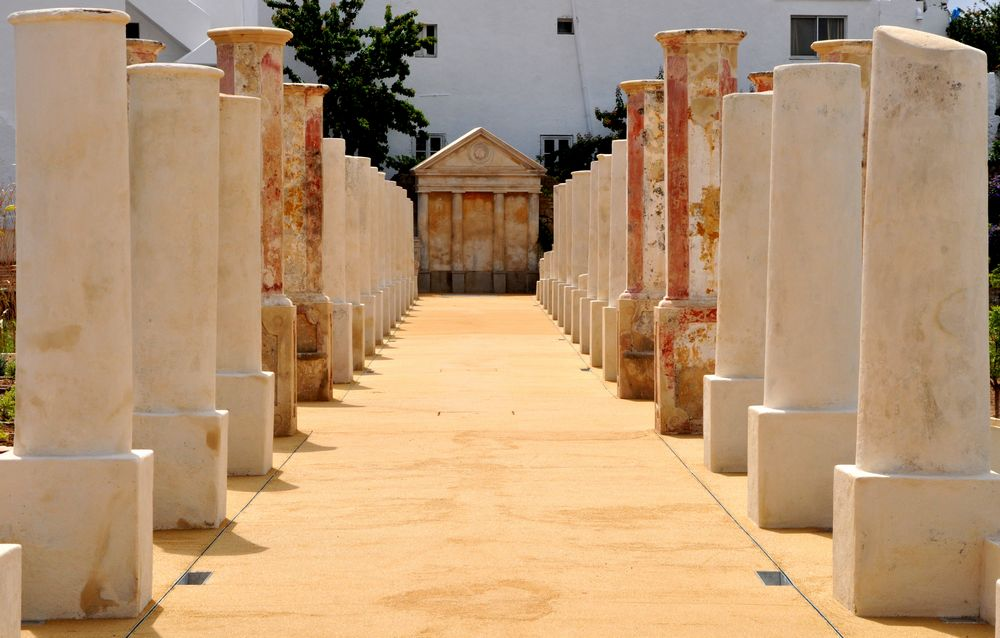
Pati amb columnes
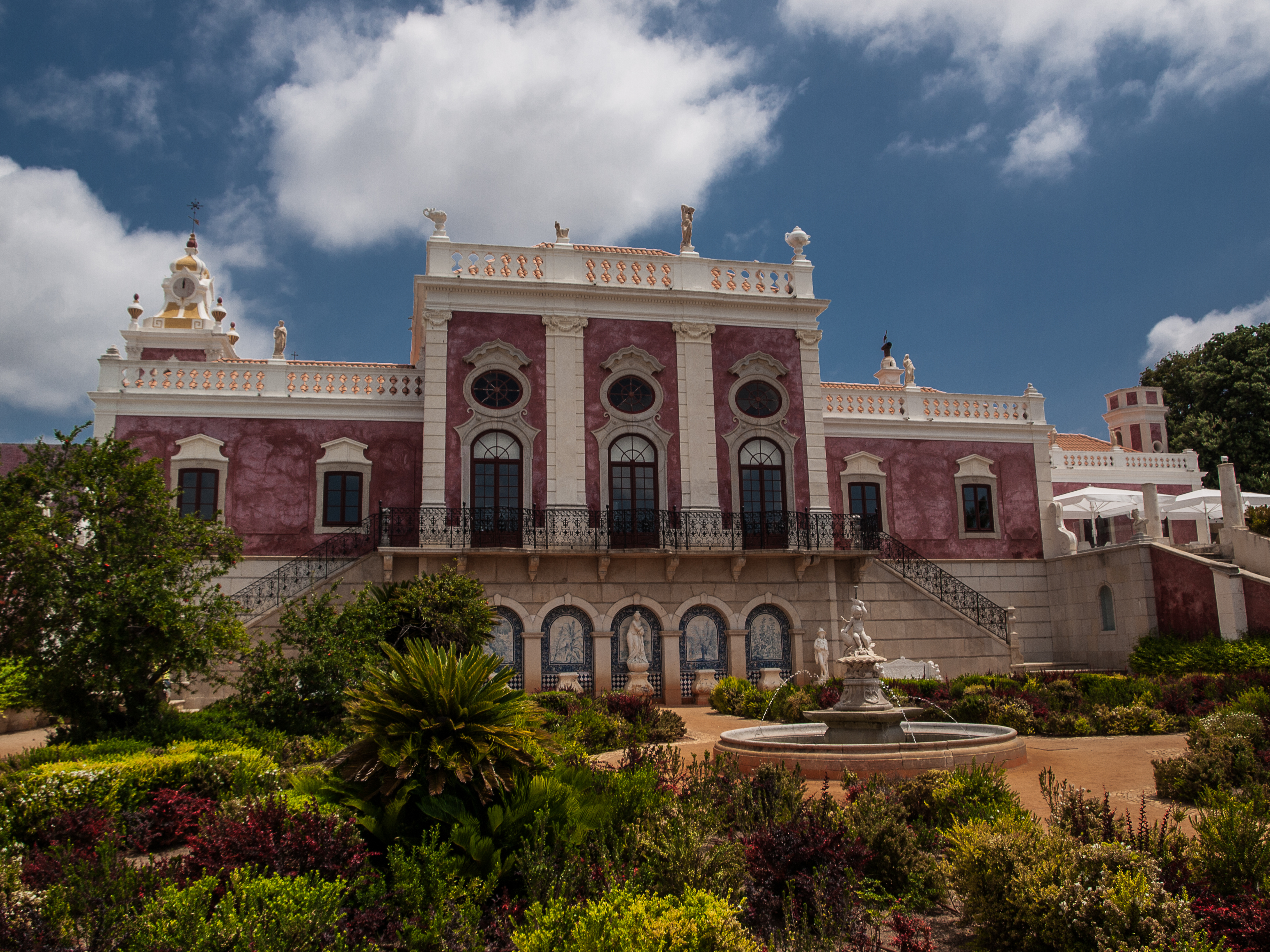
Detalls del jardí